# Gyöngyösfő
Gyöngyösfő (németül Günseck) Alsószénégető településrésze, egykor önálló község Ausztriában, Burgenland tartományban, a Felsőőri járásban.

## Fekvése
A kőszegi határátkelőtől 10 km-re nyugatra a Kőszegi-hegység északi lábánál, a Gyöngyös-patak partján fekszik.

## Története
A települést 1645-ben említik először. A 17. században üvegkohó működött a területén. Iskolája 1871-ben épült. Önkéntes tűzoltóegyletét 1896-ban alapították.
Vas vármegye monográfiája szerint „Gyöngyösfő a Gyöngyös patak mellett fekvő kis német község, 38 házzal és 263 r. kath. és ág. ev. lakossal. Postája helyben van, távírója Léka. A községtől északra fakad a Gyöngyös egyik ága.”
1910-ben 229, túlnyomórészt német lakosa volt. A trianoni békeszerződésig Vas vármegye Kőszegi járásához tartozott. 1921-ben Ausztria Burgenland tartományának része lett. 1923-ban postahivatalát Alsószénégetőre költöztették. 1952-ben bevezették az elektromos áramot. 1957-ben megépült a vízvezeték hálózat. 1971-ben Alsó- és Felsőszénégetővel, Szalónakhuta és Vágod településekkel egy községben egyesült. Tűzoltószerháza 1986-ban épült. Temploma nincs, a katolikus és az evangélikus hívek is Borostyánkőhöz tartoznak. Az egykori iskolaépületben ma kulturális egyesület működik.